# WDTC1
WDTC1 je gen vezan za gojaznost.